# Memory (pel·lícula de 2022)
Memory és una pel·lícula estatunidenca de suspens i acció del 2022, dirigida per Martin Campbell i escrita per Dario Scardapane. Està basada en la novel·la De Zaak Alzheimer de Jef Geeraerts i és una nova versió de l'adaptació anterior de la novel·la, la pel·lícula belga The Alzheimer Case. La pel·lícula és protagonitzada per Liam Neeson com un assassí a sou envellit amb demència d'inici que ha de fugir després de rebutjar el contracte d'una nena; Guy Pearce, Monica Bellucci, Harold Torres, Taj Atwal i Ray Fearon també la protagonitzen. S'ha subtitulat al català.
Memory es va estrenar a cinemes als Estats Units el 29 d'abril de 2022 per Open Road Films i va rebre crítiques generalment mixtes dels crítics.

## Argument
Alex Lewis és un assassí a sou que viu a Mèxic que pateix d'Alzheimer d'hora a l'escenari i treballa en nom de Davana Sealman. Té la tasca de matar un home a El Paso (Texas) anomenat Ellis Van Camp (un constructor de la instal·lació de processament central de Texas). El germà d'Alex resulta ser resident en un asil d'ancians a El Paso a causa de la seva demència. Mentrestant, l'agent especial Vincent Serra (de la Força de Tasques contra l'Explotació Infantil de l'FBI) s'infiltra per atrapar un traficant sexual anomenat Papillion a El Paso, responsable de traficar amb la seva filla de 13 anys anomenada Beatriz. Vincent acaba matant Papillion després que pren com a ostatge a Beatriz.
Beatriz després és portada a la Instal·lació de Processament Central pel fet que no té documents, però després la col·loquen als Serveis de Protecció Infantil per a que se li atorgui una visa de protecció. Mentrestant, Alex acaba matant Ellis i aconsegueix robar memòries USB de la seva caixa forta que contenen imatges del fill de Davana, Randy, tenint sexe amb Beatriz (violació de menors), cosa que el sorprèn. Més tard, Alex té la tasca de matar Beatriz, però es nega a fer-ho pel fet que els nens estan fora del seu abast i rastreja l'advocat de Davana, William Borden, a qui amenaça. No obstant, Beatriz és assassinada per un altre assassí a sou (Maurizio), cosa que fa que Alex s'enfurisma i després decideix venjar-se de Davana.
Posteriorment, Alex s'ajunta amb una dona que coneix en un bar en acudir en la seva ajuda després que un home borratxo comença a acostar-s'hi, la dona (Jane Doe) és assassinada a trets per Maurizio, que també intenta matar Alex. Aquest junt amb Maurizio s'involucren en un tiroteig que acaba amb Alex guanyant la partida i finalment bombardeja el cos de Maurizio i Jane Doe col·locant-los dins de la interlocutòria de Maurizio. Més tard, Alex també mata a trets William Borden, cosa que finalment fa que el fill de Davana, Randy, entri en pànic en adonar-se que la persona que va matar tant Ellis com William probablement aviat vindrà per ell.
Després que Randy Sealman organitza una festa en un iot, l'FBI arriba en un intent d'assegurar-se que no mori. No obstant això, Alex aconsegueix matar Randy pel fet que es va amagar al iot abans que comencés la festa. Després que Alex fuig, Vincent i Márquez l'acorralen, però aconsegueix escapar-se malgrat que Márquez li infligeix una ferida de bala. Alex després es recupera dins del seu amagatall (antiga fleca que havia estat propietat del seu pare mort envoltat de coloms) i aconsegueix suprimir el sagnat. L'alzheimer d'Alex finalment comença a empitjorar, però després es dirigeix a l'àtic de Davana en un intent de matar-la, on al seu lloc mata a trets diversos oficials de policia abans de ser noquejat pel detectiu Danny Mora. Mentrestant, Davana contracta un altre home per matar Alex com a retribució per la mort de Randy.
Després que Alex és hospitalitzat, Vincent i Linda recuperen les memòries USB del seu amagatall que contenen l'evidència que Randy va violar Beatriz. Quan veu a Alex a l'hospital (la capacitat per parlar del qual es veu obstaculitzada), Alex informa a Vincent que té evidència que Davana va amenaçar Ellis, cosa que hauria de ser suficient per portar-la a judici, però afirma que no pot recordar on va col·locar l'enregistrament. Després que l'assassí contractat per matar a Alex ve per ell, Alex ho pren com a ostatge. Més tard, els franctiradors envolten l'hospital quan Alex surt amb l'home contractat per matar-lo com a ostatge, a qui Alex mata al seu lloc. Més tard, Alex entra a la interlocutòria de Vincent i acaba dient que Davana desitja 'bery' abans de despertar-se fora i ser assassinat a trets. Quan Vincent s'adona que Alex li va donar una pista amb la paraula bery, se les arregla per recuperar l'enregistrament de Davana amenaçant Ellis, però el fiscal de districte li diu que encara no n'hi haurà prou per enjudiciar. En canvi, Márquez mata Davana tallant-li la gola (mentre està emmascarada) i tant Vincent com Linda veuen l'informe de notícies en un bar on Vincent s'adona que Linda el va portar al bar com una manera de donar-li una coartada.

## Repartiment
- Liam Neeson com a Alex Lewis
- Guy Pearce com a Vincent Serra
- Monica Bellucci com a Davana Sealman
- Harold Torres com a Hugo Márquez
- Taj Atwal com a Linda Amistead
- Ray Fearon com a Gerald Nussbaum
- Daniel de Bourg com a William Borden
- Josh Taylor com a Randy Sealman
- Ray Stevenson com al detectiu Danny Mora[2]
- Louis Mandylor com al corredor borratxo
- Stella Stocker com a Maya
- Natalie Anderson com a Maryanne Borden
- Atanas Srebrev como al Dr. Joseph Myers

## Producció
El febrer del 2020 es va anunciar que Liam Neeson interpretarà un expert assassí amb reputació de discreta precisió a Memory, una pel·lícula d'acció i suspens dirigida per Martin Campbell. L'abril del 2021 la fotografia principal va començar a Bulgària amb Guy Pearce, Monica Bellucci, Harold Torres, Taj Atwal i Ray Fearon unint-se a l'elenc. El projecte és una producció conjunta entre Briarcliff Entertainment, Open Road Films, Black Bear Pictures, Welle Entertainment, Saville productions i Produccions Arthur Sarkissian. Rupert Parkes, qui prèviament va treballar amb Campbell a The Protégé, va compondre la partitura de la pel·lícula.

## Estrena
Memory va ser estrenada als Estats Units per Open Road Films i Briarcliff Entertainment el 29 d'abril de 2022.

## Recepció

### Taquilla
Als Estats Units i el Canadà, es va projectar que la pel·lícula recaptaria entre $ 2 i 5 milions en 2555 sales de cinema el seu primer cap de setmana. La pel·lícula va guanyar $1,1 milions el seu primer dia i va debutar amb 3,1 milions de dòlars, acabant vuitena a la taquilla. Els homes constituïen el 51% de l'audiència durant la seva obertura, els més grans de 25 anys representaven el 84% de la venda d'entrades i els més grans de 45 el 46%. El desglossament ètnic de l'audiència va mostrar que el 49% eren caucàsics, el 20% hispans i llatinoamericans, el 20% afroamericans i l'11% asiàtics o altres. La pel·lícula va guanyar 1,4 milions de dòlars el segon cap de setmana abans de sortir entre els deu millors de taquilla al tercer amb 450.038 dòlars.

### Resposta crítica
Al lloc web de l'agregador de ressenyes Rotten Tomatoes, el 30% de les ressenyes de 92 crítics són positives, amb una qualificació mitjana de 4.8/10. El consens del lloc web diu: "Un pàl·lid facsímil dels millors thrillers d'acció de l'estrella Liam Neeson o el director Martin Campbell, Memory demostra ser un dels seus esforços més oblidables fins ara". Metacritic, que utilitza una mitjana ponderat, va assignar a la pel·lícula una puntuació de 41 sobre 100, basada en 28 crítics, cosa que indica crítiques mixtes o mitjanes. El públic enquestat per PostTrak li va donar una puntuació positiva del 66 %, i el 49 % va dir que definitivament ho recomanaria.